# Eccymatoge
Eccymatoge là một chi bướm đêm thuộc họ Geometridae.

## Các loài
- Eccymatoge aorista (Turner, 1907)
- Eccymatoge callizona (Lower, 1894)
- Eccymatoge fulvida (Turner, 1907)
- Eccymatoge morphna Turner, 1922